# Duca di Kingston-upon-Hull
Il titolo di 'duca di Kingston-upon-Hull' fu un titolo nobiliare creato nella nobiltà della Gran Bretagna nel 1715. Le residenze ufficiali erano Holme Pierrepont Hall e Thoresby Hall.

## Storia
Dal XIII secolo, la sede della famiglia Pierrepont era stata Holme Pierrepont Hall, nel Nottinghamshire. Quindi, nel corso del XVI secolo, la famiglia si insediò a Thoresby Hall, sempre nel Nottinghamshire. Diversi membri di questa nobile famiglia inglese di origini normanne, prestarono servizio tra XV e XVI secolo come Alto Sceriffo del Nottinghamshire e del Derbyshire. Il diretto antenato dei duchi e conti di Kingson-upon-Hull fu Sir Henry Pierrepont che fu deputato al parlamento inglese per la circoscrizione del Nottinghamshire. Questi sposò Frances Cavendish, figlia e primogenita del cortigiano Sir William Cavendish e di sua moglie, Bess di Hardwick.
Il figlio di sir Henry Pierrepont, sir Robert Pierrepont, fu nominato visconte Newark e barone Pierrepont nella parìa d'Inghilterra il 29 giugno 1627. Nel 1628 venne onorato anche del titolo di conte di Kingston-upon-Hull con trasmissibilità ai suoi eredi in generale, sempre nella parìa d'Inghilterra. Robert Pierrepont aveva sposato Gertrude Talbot nel 1601. Questa era nipote di George Talbot, VI conte di Shrewsbury, ed attraverso di lui era inoltre discendente da re Edoardo III d'Inghilterra tramite il suo figlio minore, Thomas di Woodstock.
Al primo conte succedette suo figlio, Henry Pierrepont, che fu nominato marchese di Dorchester nel 1645. Morì senza eredi nel 1660, ed il marchesato si estinse. La contea e altri titoli passarono a suo nipote, Robert, il III conte, figlio primogenito di William Pierrepont (figlio secondogenito del primo conte). Robert morì celibe e gli succedette il fratello minore, William, il IV conte. al quale succedette poi il fratello minore, quinto conte. Questi fu nominato marchese di Dorchester nella parìa d'Inghilterra nel 1706, riprendendo il titolo concesso a suo zio, e quindi duca di Kingston-upon-Hull nella parìa di Gran Bretagna nel 1715, titoli che si estinsero con la morte di suo nipote, Evelyn, il secondo duca, nel 1773. Alla morte della moglie del secondo duca, Elizabeth, i suoi possedimenti passarono a Charles Medows. Questi era discendente dal primo duca per linea femminile. Cambiò il proprio cognome in Pierrepont e fu nominato barone Pierrepont, di Holme Pierrepont, nel 1796 e poi conte Manvers nel 1806. Questi titoli si estinsero alla morte del sesto conte Manvers nel 1955.

## Conti di Kingston-upon-Hull (1628)
Altri titoli: Visconte Newark e Barone Pierrepont (1627)
- Robert Pierrepont, I conte di Kingston-upon-Hull (1584–1643) già visconte Newark e barone Pierrepont dal 1627
- Henry Pierrepont, II conte di Kingston-upon-Hull (1607–1680) (creato marchese di Dorchester nel 1645)

## Marchesi di Dorchester; prima nomina (1645)
Altri titoli: Conte di Kingston-upon-Hull (1628), Visconte Newark e Barone Pierrepont (1627)
- Henry Pierrepont, I marchese di Dorchester (1607–1680), figlio primogenito del primo conte, morto senza eredi maschi, estinzione del marchesato

## Conti di Kingston-upon-Hull (1628)
Altri titoli: Visconte Newark e Barone Pierrepont (1627)
- Robert Pierrepont, III conte di Kingston-upon-Hull (c. 1660–1682), figlio primogenito di Robert Pierrepont (nipote del primo conte), morto senza eredi
- William Pierrepont, IV conte di Kingston-upon-Hull (c. 1662–1690), figlio secondogenito di Robert Pierrepont, morto senza eredi
- Evelyn Pierrepont, V conte di Kingston-upon-Hull (1665–1726) (nominato marchese di Dorchester nel 1706 e duca di Kingston-upon-Hull nel 1715)

## Duchi di Kingston-upon-Hull (1715)
Altri titoli: Marchese di Dorchester (1706), Conte di Kingston-upon-Hull (1628), Visconte Newark e Barone Pierrepont (1627)
- Evelyn Pierrepont, I duca di Kingston-upon-Hull (1665–1726), terzo e minore dei figli di Robert Pierrepont
  - William Pierrepont, conte di Kingston-upon-Hull (1692–1713), unico figlio del primo duca, premorì al padre
- Evelyn Pierrepont, II duca di Kingston-upon-Hull (1711–1773), unico figlio di William, lord Kingston. Il secondo duca morì senza eredi ed il ducato si estinse.